# Бускеруд
Бу́скеруд (норв. Buskerud) — провинция Норвегии. Расположена в Восточной Норвегии. Административный центр — город Драммен. Граничит с фюльке Согн-ог-Фьюране, Оппланн, Хордаланн, Телемарк, Осло, Акерсхус и Вестфолл.
В конце XIX — начале XX века жители провинции Бускеруд преимущественно занимались земледелием, скотоводством, горным делом (добывание серебра, кобальта и железа), охотой и рыбным промыслом. Некоторые из этих отраслей успешно функционируют до настоящего времени.

## Административно-территориальное деление
Бускеруд подразделяется на 21 коммуну:
1. Ол
2. Драммен
3. Флесберг
4. Фло
5. Гуль
6. Хемседал
7. Хуль
8. Хуле
9. Хурум
10. Конгсберг
11. Крёдсхерад
12. Лиер
13. Мудум
14. Недре-Эйкер
15. Нес
16. Нуре-ог-Увдал
17. Эвре-Эйкер
18. Рингерике
19. Роллаг
20. Рёйкен
21. Сигдал

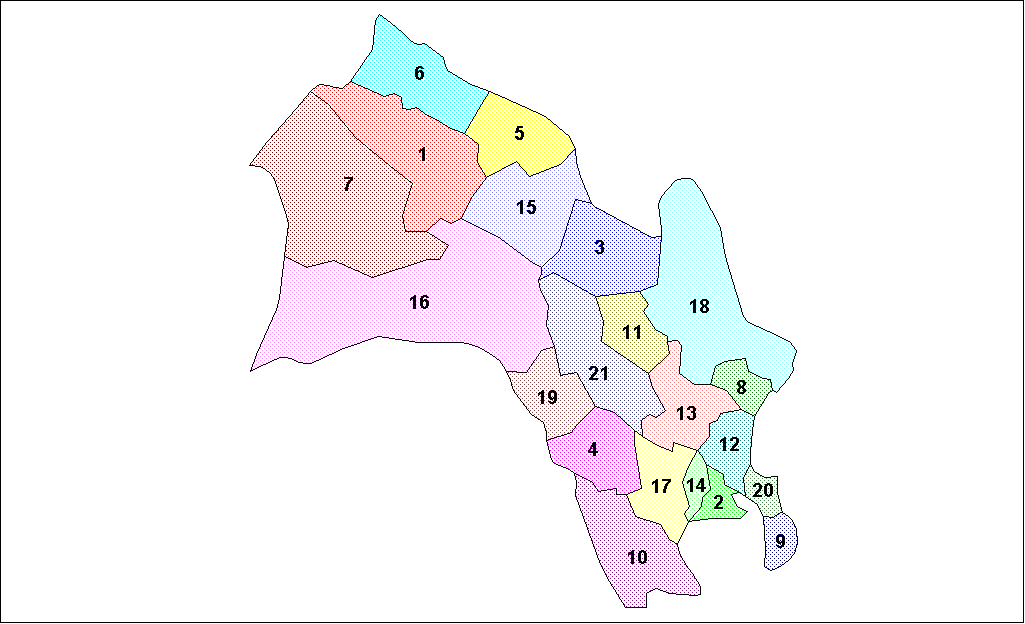
Коммуны Бускеруда